# 塞尔兴巴赫
塞尔兴巴赫是德国莱茵兰-普法尔茨州的一个市镇。总面积4.80平方公里，总人口358人，其中男性170人，女性188人（2011年12月31日），人口密度75人/平方公里。

## 考古
塞尔兴巴赫地区的考古发现可以追溯到石器时代，其中包括两把石斧。其中一个是一位农民在沃尔姆斯堡耕作时发现的，它长约10厘米，另一个是在拆除墙壁时发现的。一些青铜时代和铁器时代的手推车，例如位于 Bundesstraße 420 附近村庄北部墓地的手推车，Eichelberg 的西坡上还有另外三辆手推车。